# Битва при Батулии
Битва при Батулии (болг. Битка при Батулия) — сражение между болгарскими партизанами и военно-полицейскими подразделениями правительственных сил, произошедшее 23 мая 1944 года у села Батулия (севернее Софии). Одно из крупнейших сражений болгарского Движения Сопротивления и правительственных сил за всё время Второй мировой войны.

## Ход событий
В середине мая 1944 года из частей Трынского партизанского отряда и Болгарского партизанского батальона НОАЮ имени Христо Ботева была сформирована 2-я Софийская народно-освободительная бригада, которая начала свой поход от деревни Кална до горы Западна-Стара. Этот поход был частью крупной операции по сосредоточиванию партизанских сил вокруг Софии. Бригада была хорошо вооружена: у неё было английское оружие, которое было поставлено британской военной миссией во главе с Фрэнком Томпсоном, а частично получено от югославских партизан.
20, 21 и 22 мая 1944 бригада безостановочно двигалась, чтобы оторваться от преследования полиции и армейских частей. Перейдя реку, бригада оказалась в неизвестном районе и завербовала двух встреченных крестьян, которые рассказали партизанам известные им сведения о расположении войск и провели их в лесной массив к северо-востоку от села Батулия.
Здесь было принято решение устроить привал, поскольку партизаны больше не могли продолжать движение (хотя место для стоянки было неподходящим для отдыха и обороны).
23 мая 1944 жандармы задержали отпущенных партизанами проводников, которые рассказали о местонахождении бригады. Около 03:00 незаметно для дозорных жандармы и полицейские подобрались к лагерю партизан, в котором почти все спали глубоким сном, утомлённые маршем.
В операции против партизан принимали участие подразделение жандармерии, поднятые по тревоге части 1-й Софийской пехотной дивизии и 6-й Врачанской пехотной дивизии, а также силы местной полиции.
Атака лагеря началась одновременно с нескольких направлений: по партизанам открыли винтовочно-пулемётный огонь и начали забрасывать их ручными гранатами.
Выполняя приказ Владо Тричкова, партизаны бригады предприняли попытку отступить по оврагу, однако этот путь оказался перекрыт. Бой с применением стрелкового оружия, пулемётов и миномётов продолжался больше двух часов, но правительственным войскам удалось глубоко вклиниться в боевые порядки партизан. Было принято решение идти на прорыв, разделившись на отдельные группы, однако войска продолжили преследование отступавших партизан.
К вечеру партизаны разделились на три группы и вынуждены были отступить, прорвав кольцо окружения только благодаря наступившей темноте.
Группа Денчо Знеполского вернулась в район действия Тырновского отряда, группа Благоя Иванова соединилась со среднегорскими партизанскими отрядами, а группа Трифона Балканского ушла к югославам.
В бою погибли свыше 40 партизан, в том числе член Главного штаба НОПА Владо Тричков, член ЦК БРП Начо Иванов, командир солдатского партизанского батальона Дичо Петров, Йорданка Чанкова, Гочо Гопин и другие партизаны. Ещё 10 партизан попали в плен, в течение следующих дней многие из них, в том числе Фрэнк Томпсон, были казнены.
Правительственные войска также имели потери убитыми и ранеными.